# Elmer Noble
Elmer Ray Noble  (16 de enero de 1909 - 8 de marzo de 2001) fue un zoólogo, botánico, algólogo, profesor estadounidense. Desarrolló actividades académicas en la Universidad de California en Santa Bárbara, reconocido internacionalmente como protozoólogo y parasitólogo.

## Biografía
Nació en Pionyang, Corea, de padres estadounidenses misioneros metodistas, Guillermo Arthur Noble y Mattie Wilcox Noble. Vivieron en Corea hasta 1927, cuando él y su hermano gemelo, Glenn Arthur Noble, se trasladan a Estados Unidos para asistir a la Universidad de California, Berkeley, donde obtuvo una licenciatura en Artes de zoología, luego el Máster en zoología, y un Ph.D. en protozoología y parasitología.
En 1936, se unió a la Facultad de la UC Santa Bárbara, donde trabajó durante 38 años antes de retirarse en 1974.
En la Universidad de California Santa Barbara, fue, a su vez Presidente del Departamento de Ciencias Biológicas, Decano de Artes Liberales, Provost, canciller, y vicerrector de Asuntos de Graduados.
Falleció de neumonía.

### Membresías
- Presidente de la Sociedad de la Southern California Parasitólogos
- Vicepresidente de la Sociedad Americana de microscopía
- Presidente de la Sociedad de Protozoología
- Presidente, Sociedad Americana de Parasitólogos

En 1971, Noble y su gemelo fueron coautores de: Parasitología. La biología de los parásitos de animales. Elmer R. Noble y Glenn A. Noble. Lea & Febiger, Filadelfia.
Además de enseñar e investigar, se le recuerda por la primera descripción de la patogenicidad de Myxosporea, Ceratomyxa shasta

## Honores

### Eponimia
En 1978, el Edificio de Ciencias Biológicas en Santa Bárbara pasó a llamarse Elmer Ray Noble Hall en su honor.
patronímico de dos especies de Myxozoa
- Myxidium noblei Zubchenko & Krassin, 1980
- Myxobolus noblei Sarkar, 1982

## Algunas publicaciones
- elmer ray Noble. 1950. On the Morphology of Entamoeba Bovis. Ed. University of California press

### Libros
- glenn arthur Noble, elmer ray Noble. 1982. Parasitology: the biology of animal parasites. 5ª ed. ilustrada de Lea & Febiger, 522 p. ISBN 0812108191, ISBN 9780812108194

- ------------------------, ---------------------. 1962. Animal Parasitology: Laboratory Manual. Ed. Lea & Febiger, 120 p.

- ------------------------, ---------------------. 1940. A Brief Anatomy of the Turtle. Ed. Stanford University Press, 45 p. ISBN 0804715777, ISBN 9780804715775

- La abreviatura «E.R.Noble» se emplea para indicar a Elmer Noble como autoridad en la descripción y clasificación científica de los vegetales.[2]